# Абура кири

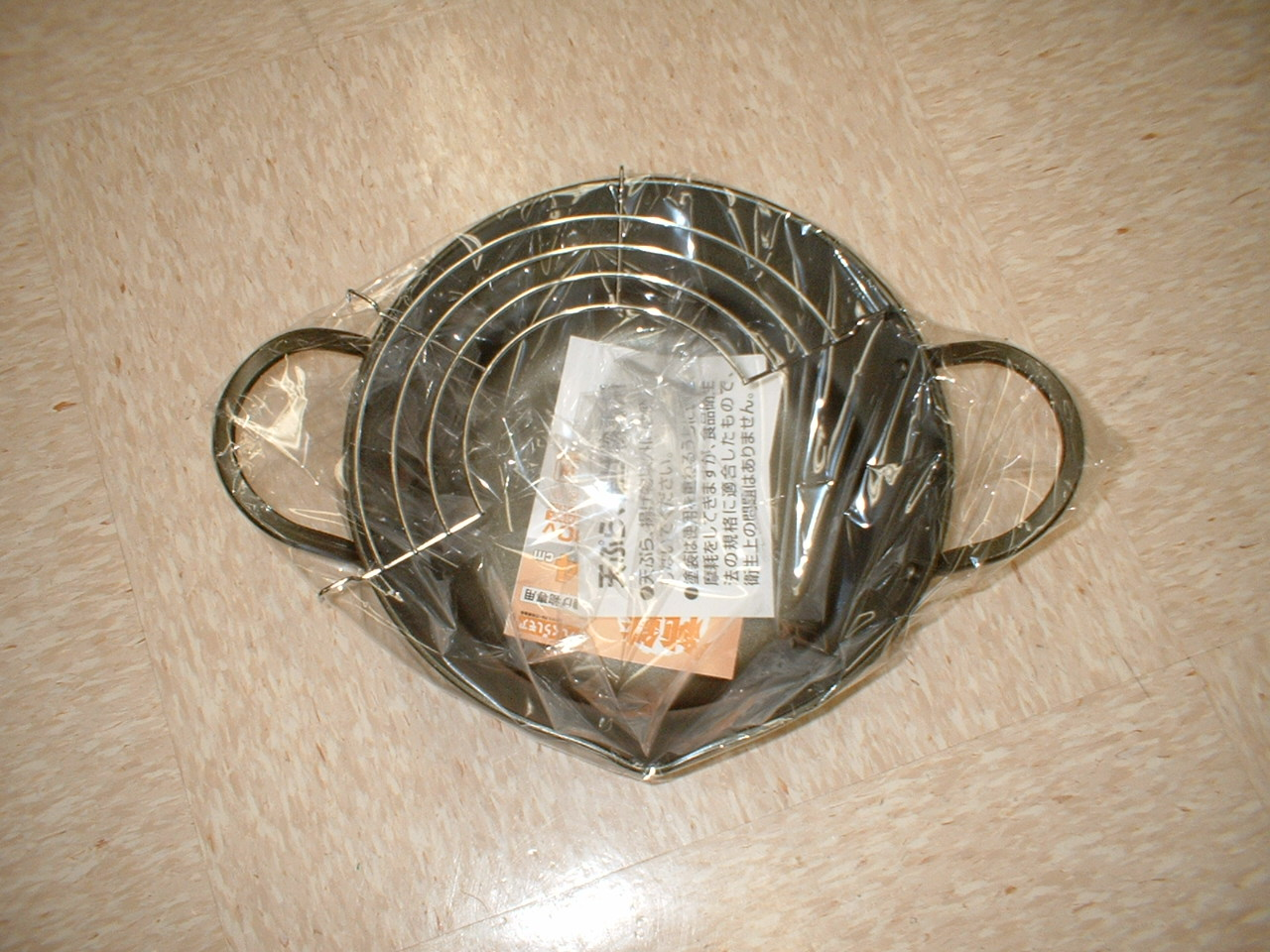
Посуда для тэмпуры с абура кири

Абура кири (яп. 油切り) — особый поднос, используемый в японской кухне для переноса продуктов, приготовленных во фритюре. Состоит из миски или плоского подноса, подставки и бумажной салфетки, которая впитывает излишки масла (при приготовлении блюда во фритюре, например тэмпура).
Абура кири используется одновременно со специальными палочками для еды (с металлическими наконечниками) и ковшом ами-дзякуси (яп. 網杓子).